# Ovidiu Anton
Ovidiu Anton (* 24. Februar 1983 in Bukarest) ist ein rumänischer Singer-Songwriter. Er sollte Rumänien beim Eurovision Song Contest 2016 in Stockholm vertreten.

## Leben und Karriere
Mit sechs Jahren stand Ovidiu Anton erstmals auf einer Bühne. Er studierte Canto, klassische Gitarre und Klavier an der Musikhochschule in Bukarest. Durch sein Interesse an der Rockmusik kam es zur Gründung der Rockband Carpe Diem im Jahr 1998, die vier Jahre lang in Rumänien und den angrenzenden Ländern tourte.
2003 gewann er beim Mamaia-Festival im Bereich Interpretation den zweiten Platz mit seinem selbstkomponierten Lied Vreau (Ich will) und war zwischen 2004 und 2006 Jahrgangsbester an der Școala Vedetelor, der zweiten Staffel der von TVR produzierten Sendung. 2005 vertrat er Rumänien beim Cerbul de Aur-Festival in Brașov und war von 2008 bis Mai 2012 Frontmann der Band Pasager, mit der er hunderte Konzerte gab und unter anderem auch am rumänischen Vorentscheid zum Eurovision Song Contest 2010 in Oslo mit dem Lied Running Out Of Time teilnahm. Er kehrte 2012 (I Walk Alone), 2013 (Run Away With Me) und 2015 (Still Alive) zur Selecția Națională zurück, gewann aber nicht.
2016 nahm er nochmals teil und konnte sowohl das Semifinale am 4. März als auch die Finalshow am 6. März 2016 für sich entscheiden. Daher sollte er Rumänien mit seinem Lied Moment Of Silence (Moment der Stille) im zweiten Semifinale des ESC am 12. Mai 2016 vertreten. Am 22. April gab die EBU jedoch bekannt, Rumänien wegen einer abgelaufenen Frist am 21. April über die Zahlung von 16 Millionen Schweizer Franken ausgeschlossen zu haben.